# 别利斯克市镇
别利斯克市镇（俄语：Бельское муниципальное образование）是俄罗斯联邦伊尔库茨克州切列姆霍沃区所属的一个市镇。其下辖有7个居民点，行政中心为别利斯克。据2016年统计，该市镇的人口为1469人。